# Burgio
Burgio es un municipio de 2.964 habitantes de la provincia de Agrigento (Italia).

## Evolución demográfica
| Gráfica de evolución demográfica de Burgio entre 1861 y 2001 |
|                                                              |
| Fuente ISTAT - elaboración gráfica de Wikipedia              |

- Wikimedia Commons alberga una categoría multimedia sobre Burgio.

- Datos: Q431080
- Multimedia: Burgio / Q431080

1. ↑  Worldpostalcodes.org, código postal n.º 92010.
2. ↑  «Codici Catastali». Comuni-italiani.it (en italiano). Consultado el 29 de abril de 2017.